# Patrick Gordon

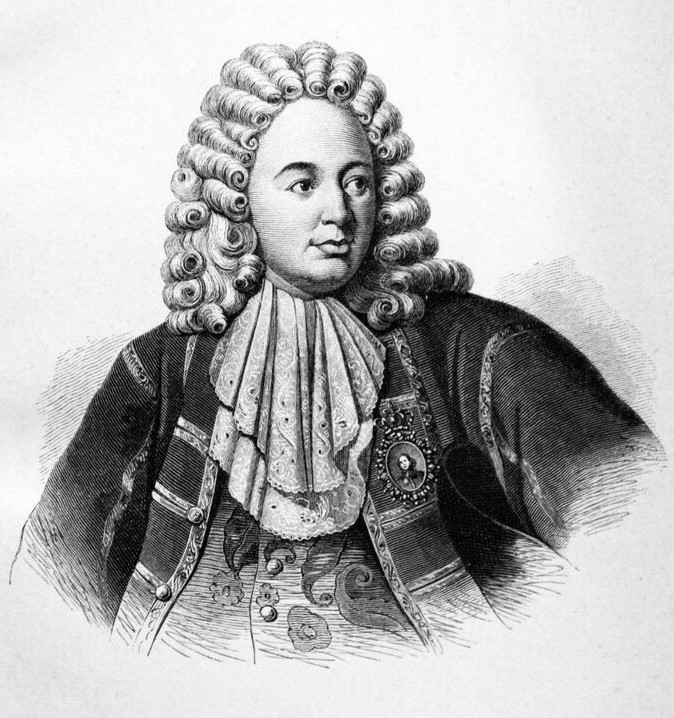
Patrick Gordon

Patrick Gordon (ryska: Патрик (eller Пётр Иванович) Гордон; född 31 maj 1635 nära Ellon (Skottland), död 29 november 1699 i Moskva) var en rysk general, katolik.
Gordon tillhörde den sidogren av den skotska ätten Gordon, som sedermera fick värdigheten greve av Aberdeen.
1651–1653 studerade Gordon vid jesuitkollegiet i Braunsberg (Tyskland). 1655 gick han i svensk krigstjänst och deltog sedan i polska kriget där han blev sårad. I slaget vid Varszawa tillfångatogs han av polacker och övergick i polsk tjänst. Sedermera drog Gordon den ryske ambassadörens uppmärksamhet till sig och 1661 ingick han i rysk tjänst som major. Snart blev han överstelöjtnant vid Crawfords regemente. 1665 befordrades han till överste.
År 1671 deltog Gordon med sitt regemente i kväsandet av kosackupproret i Novoskol i Ukraina och sedan, 1673-1675, i krigshandlingar mot hetmanen Piotr Dorosjenko. Under rysk-turkiska kriget, 1676–1681, utmärkte han sig vid försvaret av Tjigirin (från den 9 juli till 11 augusti 1678) och blev befordrad till generalmajor.
Efter kriget blev Gordon generallöjtnant (1683) men han drog på sig missnöje av tsarevnan Sofias favorit Vasilij Golitsyn och degraderades till furir. Men snart återfick han sin grad och utnämndes till chef för 2:a Butyrskijregementet.
Under konflikten mellan Sofia och den unge Peter I (1689) ställde sig Gordon på tsarens sida och därmed vann hans förtroende. Sedermera blev han tsarens lärare i krigskonst. Tillsammans med Lefort omorganiserade han den ryska armén efter europeiskt mönster. Under ett nytt krig med Turkiet deltog han i Azovs belägring (1695-1696).
I juli 1698 då Peter den store var på resa i Europa gjorde streltser uppror och marscherade till huvudstaden. Men vid Voznesenskijklostret blev de stoppade av Gordons regementen och led nederlag.
Han avled den 29 november 1699. Han efterlämnade en på engelska förd dagbok av stor betydelse för ryska historien. Den utgavs i Sankt Petersburg 1849–53 i tysk översättning under titeln "Tagebuch des Gen. Pat. Gordon".